# Хана и Алиса
Хана и Алиса (яп. 花とアリス хана то арису) — художественный фильм, Япония, 2004. Сценарист и режиссёр, а также автор саундтрека Сюндзи Иваи.
В ролях: Ан Судзуки, Ю Аой, Томохиро Каку, Аюми Ито, Хироси Абэ, Такао Осава, Рёко Хиросуэ

## Сюжет
Хана (Ан Судзуки) и Арису (Ю Аой) — лучшие подруги, которые пока учатся в одной школе и вместе туда ездят. По дороге они рассматривают мальчика (Томохиро Каку), который нравится Арису, однако после обсуждения его с подругой, а может, и просто после летних каникул, она его забывает. Но Хана продолжает следить за ним и вскоре знакомится. Однажды, когда Хана как обычно тайно следовала за ним домой, она увидела, как он ударился о стену и упал в обморок. Когда он приходит в себя, она решает выдать себя за его девушку, а его самого убедить в том, что у него амнезия.
После этого девочки всячески поддерживают в нём это убеждение, из-за чего, конечно же, скоро возникают осложнения.
Но это история Ханы, у Арису свои, более сложные проблемы во взаимоотношениях.

## Факты
Изначально фильм представлял собой серию короткометражек, и был посвящён 30-летней годовщине Kit-Kat в Японии (логотип присутствует в эпизоде, когда Арису проходит кастинг). Впоследствии Сюндзи Иваи представил полнометражный художественный фильм, релиз которого состоялся в 2004 году. В 2005 и в 2006 годах он обошёл кинотеатры и других стран, а также был представлен на международных фестивалях: Нью-йоркский фестиваль азиатского кино и Международный кинофестиваль в Сиэтле.

## Награды
Лучшая актриса: Ю Аой (Yû Aoi), 2005 — Japanese Professional Movie Award